# Edith Mattens
Edith Mattens (9 september 1997) is een Belgisch zwemster gespecialiseerd in de vrije slag en afstandsnummers. Ze nam in 2014 deel aan de Olympische Jeugdspelen.

## Belangrijkste resultaten
| Jaar | Olympische Spelen                         | WK langebaan                              | WK kortebaan                              | EK langebaan                              | EK kortebaan                              |
| ---- | ----------------------------------------- | ----------------------------------------- | ----------------------------------------- | ----------------------------------------- | ----------------------------------------- |
| 2012 | geen deelname                             |                                           | geen deelname                             | geen deelname                             | 14e 800m vrije slag                       |
| 2013 |                                           | geen deelname                             |                                           |                                           | 22e 800m vrije slag                       |
| 2014 |                                           |                                           | geen deelname                             | geen deelname                             |                                           |
| 2015 |                                           | geen deelname                             |                                           |                                           | geen deelname                             |
| 2016 | geen deelname                             |                                           | geen deelname                             | geen deelname                             |                                           |
| 2017 |                                           | geen deelname                             |                                           |                                           | geen deelname                             |
| 2018 |                                           |                                           | geen deelname                             | geen deelname                             |                                           |
| 2019 |                                           | geen deelname                             |                                           |                                           | geen deelname                             |
| 2020 | Geen toernooien vanwege de coronapandemie | Geen toernooien vanwege de coronapandemie | Geen toernooien vanwege de coronapandemie | Geen toernooien vanwege de coronapandemie | Geen toernooien vanwege de coronapandemie |
| 2021 | geen deelname                             |                                           | geen deelname                             | geen deelname                             | geen deelname                             |

## Persoonlijke records
Bijgewerkt tot en met 30 januari 2014

### Kortebaan
| Afstand         | Tijd    | Datum            | Plaats |
| --------------- | ------- | ---------------- | ------ |
| 400m vrije slag | 4,16.39 | 10 november 2013 | Gent   |
| 800m vrije slag | 8,42.31 | 10 november 2012 | Gent   |

### Langebaan
| Afstand          | Tijd     | Datum        | Plaats    |
| ---------------- | -------- | ------------ | --------- |
| 400m vrije slag  | 4,23.18  | 29 juli 2012 | Antwerpen |
| 800m vrije slag  | 8,56.31  | 4 juli 2012  | Antwerpen |
| 1500m vrije slag | 16,54.68 | 12 juli 2013 | Poznań    |